# Вайсбурд, Яков Исаевич
Яков Исаевич Вайсбурд (21 июня 1928, Кременчуг — 1992) — советский и российский композитор.

## Биография
- 1949 — окончил Харьковское музыкальное училище, класс композиции А. А. Жука.
- 1951 — окончил композиторское отделение музыкального училища при Ленинградской консерватории класс Б. Л. Клюзнера.
- 1957 — окончил Ленинградскую консерваторию по классу композиции и инструментовки О. А. Евлахова.

Сочинял симфонические произведения, а также романсы, песни, музыку для театра, кино, радио и телевидения. Сотрудничал с Большим театром кукол
, написал музыку к спектаклям: Гадкий утенок (недоступная ссылка), Слонёнок (недоступная ссылка), Поросенок Чок (недоступная ссылка), Лошарик, Приключения Пифа.

## Сочинения
- 1956 — сюита на темы русских народных песен
- 1960 — симфония-оратория Про Ленина, по мотивам поэмы Владимира Маяковского
- 1961 — симфония-поэма Гимн труду, на стихи Иосифа Гришашвили
- 1961 — балет Нам не страшен серый волк, по мотивам пьесы Самуила Маршака
- 1962 — сюита для эстрадного оркестра В цирке
- 1966 — балет Гадюка, по повести Алексея Толстого
- 1970 — опера Краденое солнце, по стихам Корнея Чуковского
- 1970 — кантата-плакат Комсомольская, на стихи Владимира Маяковского

## Фильмография
- 1964 — Его зарыли в шар земной (короткометражный)
- 1964 — Жаворонок
- 1965 — Страх и отчаяние в Третьей империи (фильм-спектакль ЛенТВ)
- 1966 — Не забудь. . . Станция Луговая
- 1967 — Зависть (фильм-спектакль)
- 1968 — Кориолан (фильм-спектакль)
- 1968 — Листки автобиографии (документальный ЛенТВ)
- 1968 — Город и песня (музыкальный фильм)
- 1969 — Вам! (фильм-спектакль ЛенТВ)
- 1969 — Голубой лёд
- 1970 — А зори здесь тихие (фильм-спектакль ЛенТВ)
- 1970 — Ночная смена
- 1973 — Опознание
- 1974 — Amra (ТВ)
- 1975 — Рассказ о простой вещи (ТВ)
- 1976 — Фаворит (ТВ)
- 1978 — Молодая жена
- 1980 — Последний побег
- 1990 — Приключения пифа // Энциклопедия кино. — 2010. (фильм-спектакль)